# NGC 1427A
NGC 1427A هي مجرة غير منتظمة تقع في كوكبة النهر (كوكبة). وقد تم تقدير المسافة باستخدام وظيفة اللمعان العنقودية الكروية لتكون 31.01 ± 0.21 وهو حوالي 52 مليون سنة ضوئية. يعتبر ألمع عضو غير منتظم قزم من الكتلة عنقود فورنكس المجري ويقع في مقدمة المجرة NGC 1399.

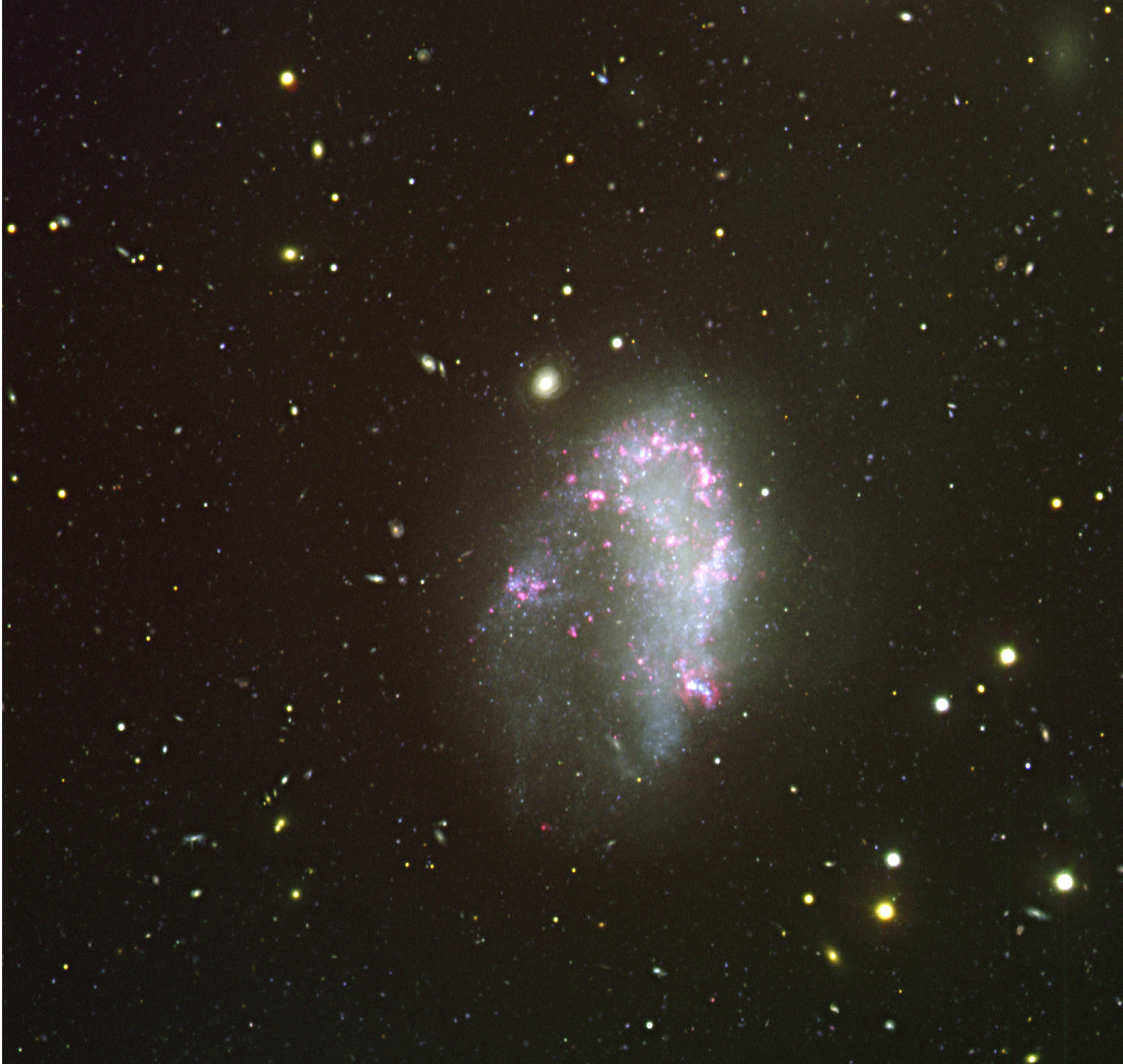
صورة NGC 1427A

## وصلات خارجية
- NGC 1427A على موقع ويكي سكاي: DSS2, SDSS, GALEX, IRAS, Hydrogen α, X-Ray, Astrophoto, Sky Map, Articles and images